# Ємельяненко Федір Володимирович
Федір Володимирович Ємельяненко (рос. Фёдор Владимирович Емельяненко; нар. 28 вересня 1976, Рубіжне, Луганська область, Українська РСР, СРСР) — російський спортсмен, борець дзюдо та самбо, спеціаліст зі змішаних бойових мистецтв. Путініст, публічно підтримав напад РФ на Україну.
Чемпіон світу зі змішаних бойових мистецтв у важкій і вільній ваговій категорії за версією FNR (2001 — 2002 роки), у важкій ваговій категорії за версією PRIDE (2003 — 2007 роки) та WAMMA (2008 — 2009 роки). Переможець Гран-прі «Pride Shockwave 2004». Чотириразовий чемпіон світу з бойового самбо.
«Боєць року» за версією видання «Wrestling Observer Newsletter» (2005 рік).
«Найкращий боєць десятиріччя» у важкій ваговій категорії та незалежно від вагових категорій за версією видання «Bleacher Report» (2000—2010 роки).

## Біографія
Народився 28 вересня 1976 року в місті Рубіжне, Луганської області, Української РСР в родині робітника.
Родина Ємельяненків переїхала в РРФСР в 1978 році. Там, у місті Старий Оскол, де оселились Ємельяненки, Федір пішов в середню школу, де захопився боротьбою. У 1988 році Федора забрали із секцій з самбо і дзюдо у спеціалізований спортивний клас під керівництвом Володимира Воронова — тренера, з яким Федір займається протягом всієї кар'єри. В 1991 році Федір закінчив школу, а в 1994 — професійне училище. З 1995 по 1997 — на службі в Збройних силах РФ.

### Кар'єра в боротьбі
У 1997 році Федір Ємельяненко виконав норматив майстра спорту з самбо, а після перемоги на курському турнірі отримав звання майстра спорту з дзюдо. З цього року регулярно виступає на змаганнях за національну першість з самбо і дзюдо, виграє регіональні, національні і світові турніри.
У 1998 році стає чемпіоном Росії з дзюдо. Завойовує титул чемпіона з самбо серед Збройних сил Росії. Після перемоги на міжнародному турнірі з самбо в Москві отримує звання майстра спорту міжнародного класу.
Продовжуючи виступи в самбо і здобуваючи нові титулу на міжнародних турнірах, Федір починає тренуватися в ударній техніці на базі спортивної школи олімпійського резерву «Золотые перчатки».

### Кар'єра в змішаних бойових мистецтвах
Кар'єру в змішаних єдиноборствах Ємельяненко почав у 2000 році через відсутність грошей — в той час гонорари бійців MMA були значно вищими, ніж спортивні призові на пострадянських теренах.

#### RINGS та PRIDE
21 травня 2000 року Федір дебютує в лізі FNR — чемпіонаті RINGS. Протягом двох років він проводить 11 боїв, в 2001 році виграє міжнародний турнір RINGS у важкій вазі, а в лютому 2002 року здобуває титул чемпіона у вільній вазі. Саме в RINGS Ємельяненко отримав першу і тривалий час єдину поразку: на відбірковому турнірі японський боєць Цуйосі Косака розсік Федору брову. Удар був завданий ліктем, що суперечило прийнятим правилам, і був випадковим. Тим не менш, Ємельяненку зарахували поразку.

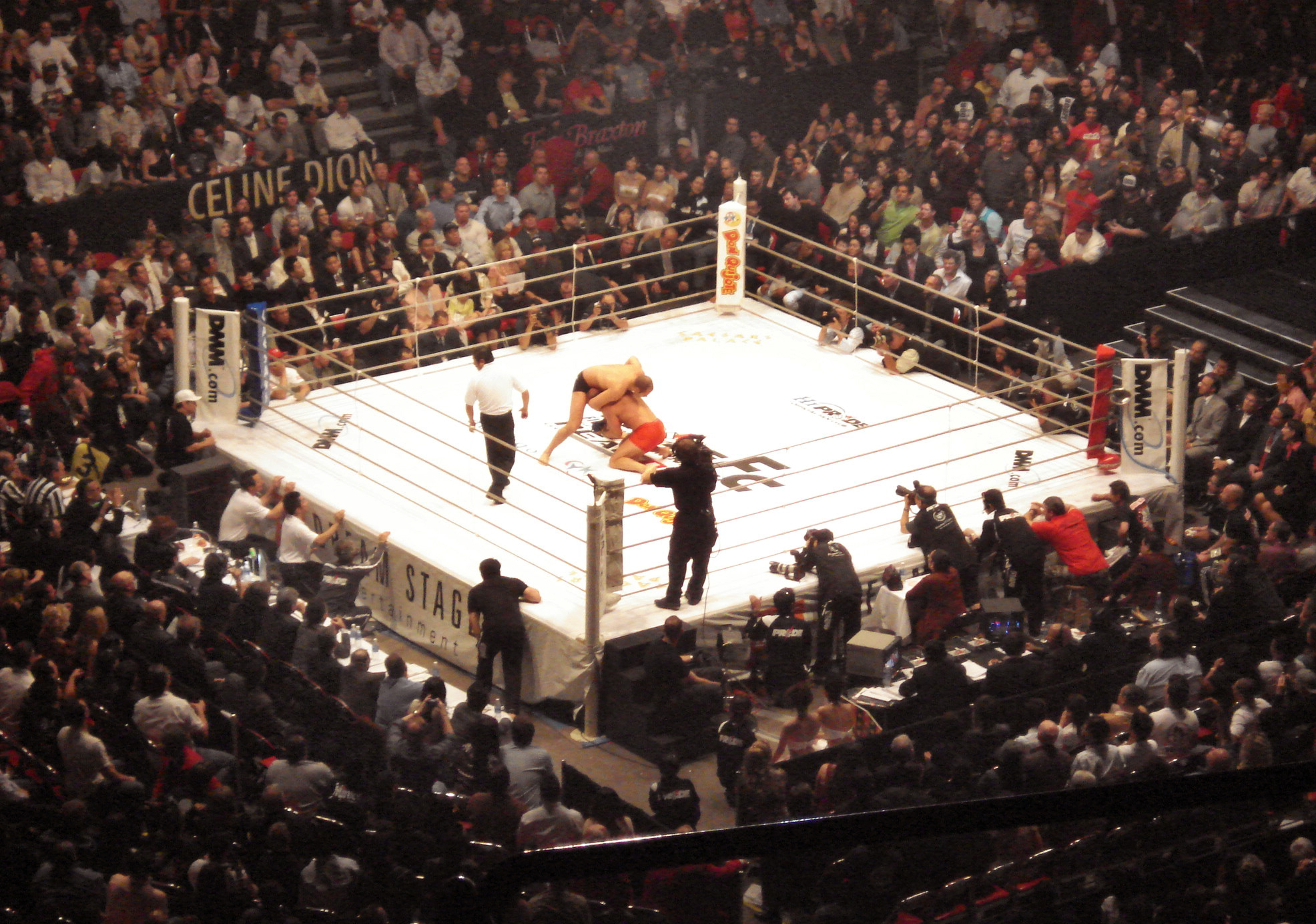
32 етап PRIDE. Федір Ємельяненко проти Марка Колмена.

Після взяття вищого призу в RINGS Федір переходить в престижний світовий чемпіонат PRIDE. В першому бою він перемагає рішенням суддів багаторазового чемпіона з карате і дайдо дзюку гіганта Семмі Схілта, а після рішучої перемоги над Хітом Херрінґом виходить на титульний бій проти першого чемпіона PRIDE Антоніу Родріґу Ноґейри. У важкому повнораундовому бою іменитий бразильський дзюдоїст поступається Федору за рішенням суддів. Федір Ємельяненко стає чемпіоном світу.
Свій титул він зберігатиме чотири роки — до розвалу організації PRIDE. Виграє Гран-прі 2004 року на турнірі «Pride Shockwave 2004», де перемагає больовими прийомами срібного олімпійського медаліста з дзюдо Наою Оґаву та чемпіона UFC Кевіна Рендлмена. Далі Федір змагається і з іншими рейтинговими бійцями того часу: Марком Колменом, Мірко Філіповичем і ще двічі з Антоніу Родріґу Ноґейрою, який так і не зміг повернути собі титул.
Паралельно із виступами на арені MMA, Ємельяненко виступає в самбо. В жовтні 2005 року він третій раз перемагає на чемпіонаті світу, цього разу в Празі. Наприкінці року авторитетний спортивний журнал «Wrestling Observer Newsletter» нагороджує Ємельяненка титулом «Боєць року».
31 грудня 2006 року Ємельяненко проводить останній бій і останній захист титулу в PRIDE проти австралійського бійця Марка Ханта. Після цього він виступає ще двічі у головних боях міжнародних бійцівських турнірів, але вже не захищає свій титул. Промоутери Ємельяненко шукають спосіб здобути йому новий титул, але їхні переговори з Абсолютним бійцівським чемпіонатом (англ. UFC) завершуються невдачею, а в виступи в нижчих серіях не личать титулованому чемпіону. На зустрічі із Федором, навіть не титульній, наполягає знаменитий американський боєць Ренді Кутюр (на той час — чотириразовий чемпіон UFC), але організувати цей бій не вдається через непорозуміння агентів Ємельяненка і вищого менеджменту UFC.

#### WAMMA та пошуки нових титулів
На допомогу Ємельяненку приходить новостворена асоціація зі змішаних єдиноборств WAMMA, яка в межах співробітництва із бійцівською організацією «Affliction» пропонує Федору зустрітися на ринзі із дворазовим чемпіоном UFC Тімом Сильвією в бою за титул абсолютного чемпіона. Домовленості вдається досягнути і 19 липня 2008 року Ємельяненко виходить на ринг проти Сильвії. Для того, щоб заволодіти черговим титулом йому знадобилось 36 секунд: 120-кілограмовий двометровий кікбоксер був здоланий кількома сильними ударами і придушений. Ця перемога стала для Ємельяненка шостою у серії перемог підкоренням у першому раунді.
Захист завойованого титулу призначили на 24 січня 2009. Претендентом на титул WAMMA став білоруський боєць, екс-чемпіон світу за версією UFC Андрій Арловський. Федір виграв бій видовищним нокаутом на четвертій хвилині першого раунду. Невдовзі після цього, «Affliction» провалила організацію наступного бою Федора (домовлений же супротивник Джош Барнетт був викритий у використанні стероїдів) і припинила своє існування.
Наступний, останній, захист титулу Федір провів проти американця Бретта Роджерса на турнірі під егідою організації «Strikeforce», що відбувся 7 листопада 2009 року. Бій завершився достроково: Ємельяненко переміг Роджерса технічним нокаутом у другому раунді.

#### Поразки

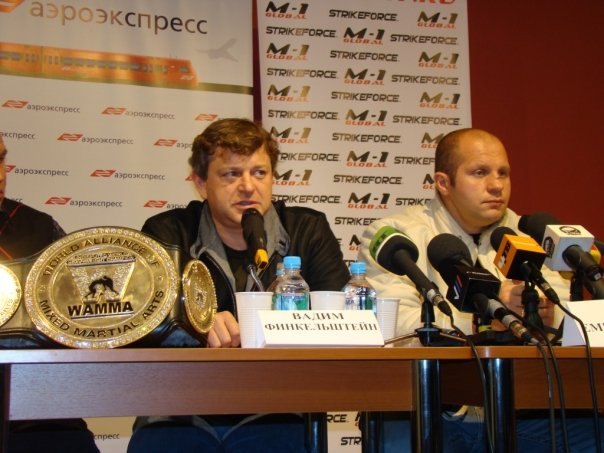
Федір Ємельяненко (праворуч) та його одіозний менеджер Вадим Фінкельштейн (ліворуч).

26 червня 2010 року відбувся рейтинговий бій Ємельяненка проти бразильського важковаговика, дворазового чемпіона світу з бразильського дзюдзюцу та греплінгу за версіями IBJJF та ADCC Фабрісіу Вердума. Ще напередодні бою російський боєць вперше заявив, що розмірковує про завершення кар'єри, і це стало тривожним дзвоником для його шанувальників. А найнесподіваніше відбулось у самому бою: в першому раунді, відправивши бразильця у нокдаун, Федір спробував провести добивання, але припустився помилки при маневруванні в партері і був здоланий гібридним «трикутником» — удушенням ногами, поєднаним із больовим прийомом на руку. Ця поразка стала де-факто першою в кар'єрі Ємельяненка. Після завершення турніру менеджмент бійця запевнив пресу, що проведення реваншу стає для них пріорітетом.
Наступний бій Ємельяненка під стягами організації «Strikeforce» пройшов в рамках першого етапу Гран-прі у важкій вазі. Перший турнір Гран-прі пройшов 12 лютого 2011 року в Іст-Резерфорді, штат Нью-Джерсі. Суперником Федора став бразильський гігант Антоніу Сілва, що замикав десятку найкращих важковаговиків світу за міжнародними рейтингами. Для Ємельяненка цей бій проходив особливо і винятково важко. Вперше протягом своєї кар'єри колишній чемпіон був безапеляційно підкорений силі і умінням свого опонента. Протягом двох раундів Федір був важко битий Сілвою у стійці і в партері, витримав спроби удушення та больовий прийом на ногу, і з великою гематомою на обличчі пішов на перерву між другим і третім раундами, коли бій і було зупинено за вказівкою лікаря. Ємельяненко вибув з Гран-прі, йому було присуджено поразку технічним нокаутом, яка стала другою поспіль в його насиченій кар'єрі. Після оголошення переможця інтерв'юер дав слово переможеному. Федір сказав: «Напевно, мені час зав'язувати…»
Через деякий час близькі до спортсмена джерела вказали, що Ємельяненку запропонували 1,5 млн доларів за рішення залишитись в спорті і продовжити виступи. Ті ж джерела вказали, що результати виступів бійця не вплинуть на названу суму. З цього рішення продовжилась низка невдач Ємельяненка, широко обговорювана у пресі й у колах вболівальників. Влітку Федір вийшов на бій проти екс-чемпіона PRIDE у двох вагових категоріях і діючого чемпіона Strikeforce у напівважкій вазі Дена Хендерсона. Менеджмент Ємельяненка був підданий критиці за обрання такого суперника: Ден, який на момент бою мав неповний 41 рік, був значно старший за Федора, до того ж був значно легшим від нього — попередні вісім років він змагався лише у категоріях до 84 і 93 кг. Втім, сам Хендерсон не вважав, що ці фактори вплинуть на результат поєдинку. Змагання бійців, організоване у важкій вазі, тривало чотири хвилини. Після різкого обміну ударами на початку раунду бійці увійшли в клінч, де ініціативою заволодів Хендерсон. Після того, як бій відновився на дистанції, бійці знову розпочали обмін ударами, в ході якого Ден Хендерсон був збитий Федором на настил клітки. Приголомшений ударом, американець зміг зробити переворот, зайшов Ємельяненку за спину і правим аперкотом відправив того в нокаут. Рефері кинувся припиняти двобій, але Хендерсон встиг завдати ще кілька ударів, один з яких привів «Останнього імператора» до тями. Федір спробував підвестись, але змагання вже було зупинене. Після третьої поспіль дострокової поразки Федір Ємельяненко був звільнений з чемпіонату Strikeforce.

#### Завершення кар'єри
2011 рік Федір завершив успішними виступами проти чемпіона світу з греплінгу за версією ADCC Джеффа Монсона та олімпійського чемпіона з дзюдо Сатосі Ісії. В червні 2012 року Ємельяненко провів останній бій, у якому виграв нокаутом у ветерана змішаних єдиноборств Педру Різзу. Після цього спортсмен оголосив про завершення професійної кар'єри, і бажання зосередитись на родині та любительському спорті.
За 12 років Федір Ємельяненко провів 39 поєдинків за правилами MMA, з них 34 виграв, 4 програв, 1 двобій був визнаний таким, що не відбувся. Протягом 8 років поспіль боєць залишався непереможеним, тричі завойовував титул чемпіона світу.
Традиційно виходив на бій у супроводі козацької народної пісні «Ой, то не вечір».
У 2023 Федір знову оголосив про завершення своєї кар'єри. 4 лютого 2023 року на Bellator 290 Райан Бейдер захистив свій титул у матчі-реванші проти Федора Ємельяненка. Він виграв бій технічним нокаутом у першому раунді.

#### Діалог з UFC
Тривалий час адміністрація Абсолютного бійцівського чемпіонату боролась із російською організацією M-1 Global, співвласником якої є Федір, за контракт Ємельяненка із UFC. Промоутери Федора не погоджувались на такі пункти контракту, як заборона участі у сторонніх чемпіонатах (зокрема із самбо) і зобов'язання проводити один додатковий бій вразі завоювання чемпіонського поясу, а президент UFC Дана Уайт і господарі компанії «Zuffa» брати Фертітта не погоджувались на умови M-1 Global — спільна трансляція турнірів, будівництво арени чемпіонату в Росії і входження російської команди «Red Devil Sport Club» в UFC. Домовленості між сторонами досягнуто не було, а після трьох поразок Ємельяненка, отриманих поспіль, відпала необхідність у його виступах у найпрестижнішій організації зі змішаних єдиноборств.

### Особисте життя
Ємельяненко вдруге одружений, виховує двох доньок, від другого шлюбу. Третьою донькою Федора, старшою, опікується його перша дружина.
У Ємельяненка є старша сестра. Два молодших брати Федора також виступають в бойових мистецтвах: Олександр є успішним бійцем змішаного стилю, а Іван — знавцем самбо.

## Статистика в змішаних бойових мистецтвах
| Результат   | Противник               | Спосіб                                                 | Раунд     | Час          | Дата              | Місце                          | Подія                                                   | Примітки |
| ----------- | ----------------------- | ------------------------------------------------------ | --------- | ------------ | ----------------- | ------------------------------ | ------------------------------------------------------- | --- |
| Перемога    | 15-8                    | Тімоті Джонсон                                         | КО (удар) | Bellator 269 | 23 жовтня 2021    | 1                              | 1:46                                                    | Москва, Росія |
| Перемога    | Педру Різзу             | Нокаут (удари кулаками)                                | 1         | 1:24         | 21 червня 2012    | Санкт-Петербург, Росія         | «M-1 Global: Fedor vs. Rizzo»                           | |
| Перемога    | Сатосі Ісії             | Нокаут (удари кулаками)                                | 1         | 2:29         | 31 грудня 2011    | Сайтама, Японія                | «Dream: Genki Desu Ka!»                                 | |
| Перемога    | Джефф Монсон            | Рішення суддів (одностайне)                            | 3         | 5:00         | 20 листопада 2011 | Москва, Росія                  | «M-1 Global: Fedor vs. Monson»                          | |
| Поразка     | Ден Хендерсон           | Технічний нокаут (удари кулаками)                      | 1         | 4:12         | 31 липня 2011     | Чикаго, Іллінойс США           | «Strikeforce: Fedor vs. Henderson»                      | |
| Поразка     | Антоніу Сілва           | Технічний нокаут (рішення лікаря)                      | 2         | 5:00         | 12 лютого 2011    | Іст-Резерфорд, Нью-Джерсі, США | «Strikeforce: Fedor vs. Silva» (чвертьфінал Гран-прі)   | |
| Поразка     | Фабрісіу Вердум         | Підкорення (удушення ногами і больовий прийом на руку) | 1         | 1:09         | 26 червня 2010    | Сан-Хосе, Каліфорнія, США      | «Strikeforce: Fedor vs. Werdum»                         | |
| Перемога    | Бретт Роджерс           | Технічний нокаут (удари кулаками)                      | 2         | 1:48         | 7 листопада 2009  | Чикаго, Іллінойс США           | «Strikeforce: Fedor vs. Rogers»                         | Захистив титул чемпіона у важкій ваговій категорії.                                                                          |
| Перемога    | Андрій Арловський       | Нокаут (удар кулаком)                                  | 1         | 3:14         | 24 січня 2009     | Анахайм, Каліфорнія, США       | «Affliction: Day of Reckoning»                          | Захистив титул чемпіона у важкій ваговій категорії.                                                                          |
| Перемога    | Тім Сильвія             | Підкорення (удушення руками)                           | 1         | 0:36         | 19 липня 2008     | Анахайм, Каліфорнія, США       | «Affliction: Banned»                                    | Виграв титул чемпіона у важкій ваговій категорії.                                                                            |
| Перемога    | Хон-Ман Чхве            | Підкорення (больовий прийом на руку)                   | 1         | 1:54         | 31 грудня 2007    | Сайтама, Японія                | «Yarennoka! New Years Eve 2007»                         | |
| Перемога    | Метт Ліндленд           | Підкорення (больовий прийом на руку)                   | 1         | 2:58         | 14 квітня 2007    | Санкт-Петербург, Росія         | «BodogFight: Clash of the Nations»                      | |
| Перемога    | Марк Хант               | Підкорення (больовий прийом на руку)                   | 1         | 8:16         | 31 грудня 2006    | Сайтама, Японія                | «Pride Shockwave 2006»                                  | Захистив титул чемпіона у важкій ваговій категорії.                                                                          |
| Перемога    | Марк Колмен             | Підкорення (больовий прийом на руку)                   | 2         | 1:15         | 21 жовтня 2006    | Лас-Вегас, Невада, США         | «Pride 32»                                              | |
| Перемога    | Вагнер Мартінс          | Підкорення (ударами кулаками)                          | 1         | 0:26         | 31 грудня 2005    | Сайтама, Японія                | «Pride Shockwave 2005»                                  | |
| Перемога    | Мірко Філіпович         | Рішення суддів (одностайне)                            | 3         | 5:00         | 28 серпня 2005    | Сайтама, Японія                | «Pride Final Conflict 2005»                             | Захистив титул чемпіона у важкій ваговій категорії.                                                                          |
| Перемога    | Цуйосі Косака           | Технічний нокаут (рішення лікаря)                      | 1         | 10:00        | 3 квітня 2005     | Йокогама, Японія               | «Pride Bushido 6»                                       | |
| Перемога    | Антоніу Родріґу Ноґейра | Рішення суддів (одностайне)                            | 3         | 5:00         | 31 грудня 2004    | Сайтама, Японія                | «Pride Shockwave 2004»                                  | Захистив титул чемпіона у важкій ваговій категорії. Виграв Гран-прі.                                                         |
| Не відбувся | Антоніу Родріґу Ноґейра | Рішення суддів (одностайне)                            | 1         | 3:52         | 15 липня 2004     | Сайтама, Японія                | «Pride Final Conflict 2004» (фінал Гран-прі)            | Бій визнаний таким, що не відбувся. Причина: випадкове глибоке розсічення лоба, отримане Ємельяненком під час бою.           |
| Перемога    | Наоя Оґава              | Підкорення (больовий прийом на руку)                   | 1         | 0:54         | 15 серпня 2004    | Сайтінокіама, Японія           | «Pride Final Conflict 2004» (півфінал Гран-прі)         | |
| Перемога    | Кевін Рендлмен          | Підкорення (больовий прийом на руку)                   | 1         | 1:33         | 20 червня 2004    | Сайтама, Японія                | «Pride Critical Countdown 2004» (чвертьфінал Гран-прі)  | |
| Перемога    | Марк Колмен             | Підкорення (больовий прийом на руку)                   | 1         | 2:11         | 25 квітня 2004    | Сайтама, Японія                | «Pride Total Elimination 2004» (відкриття Гран-прі)     | |
| Перемога    | Юдзі Нагата             | Технічний нокаут (удари кулаками)                      | 1         | 1:02         | 31 грудня 2003    | Кобе, Японія                   | «Inoki Bom-Ba-Ye 2003»                                  | |
| Перемога    | Гері Ґудрідж            | Технічний нокаут (удари кулаками)                      | 1         | 1:09         | 10 серпня 2003    | Сайтама, Японія                | «Pride Total Elimination 2003»                          | |
| Перемога    | Кадзуюкі Фудзіта        | Підкорення (удушення руками)                           | 1         | 4:17         | 8 червня 2003     | Токіо, Японія                  | «Pride 26»                                              | |
| Перемога    | Егідіюс Валавічюс       | Підкорення (больовий прийом на руку)                   | 2         | 1:11         | 5 квітня 2003     | Вільнюс, Литва                 | «Rings Lithuania: Bushido Rings 7»                      | |
| Перемога    | Антоніу Родріґу Ноґейра | Рішення суддів (одностайне)                            | 3         | 5:00         | 16 березня 2003   | Йокогама, Японія               | «Pride 25»                                              | Виграв титул чемпіона у важкій ваговій категорії.                                                                            |
| Перемога    | Хіт Херрінґ             | Технічний нокаут (рішення лікаря)                      | 1         | 10:00        | 24 листопада 2002 | Токіо, Японія                  | «Pride 23»                                              | |
| Перемога    | Семмі Схілт             | Рішення суддів (одностайне)                            | 3         | 5:00         | 23 червня 2002    | Сайтама, Японія                | «Pride 21»                                              | |
| Перемога    | Кріс Хейзмен            | Технічний нокаут (удари кулаками)                      | 1         | 2:50         | 15 лютого 2002    | Йокогама, Японія               | «Rings: World Title Series Grand Final» (фінал турніру) | Виграв титул чемпіона у вільній вазі.                                                                                        |
| Перемога    | Лі Хездел               | Підкорення (удушення руками)                           | 1         | 4:50         | 21 грудня 2001    | Йокогама, Японія               | «Rings: World Title Series 5» (півфінал турніру)        | |
| Перемога    | Рюсі Янагісава          | Рішення суддів (одностайне)                            | 3         | 5:00         | 20 жовтня 2001    | Токіо, Японія                  | «Rings: World Title Series 4» (чвертьфінал турніру)     | |
| Перемога    | Ренату Собрал           | Рішення суддів (одностайне)                            | 2         | 5:00         | 11 серпня 2001    | Токіо, Японія                  | «Rings: 10th Anniversary» (півфінал турніру)            | Виграв титул чемпіона у важкій вазі. Другий фіналіст турніру, американець Боббі Хоффмен, відмовився від фінального змагання. |
| Перемога    | Керрі Шолл              | Підкорення (больовий прийом на руку)                   | 1         | 1:47         | 20 квітня 2001    | Токіо, Японія                  | «Rings: World Title Series 1» (чвертьфінал турніру)     | |
| Перемога    | Михаїл Апостолов        | Підкорення (удушення руками)                           | 1         | 1:03         | 6 квітня 2001     | Єкатеринбург, Росія            | «Rings Russia: Russia vs. Bulgaria»                     | |
| Поразка     | Цуйосі Косака           | Технічний нокаут (розсічення)                          | 1         | 0:17         | 22 грудня 2000    | Осака, Японія                  | «Rings: King of Kings 2000» (блок Б)                    | Удар, яким Косака розсік Ємельяненку брову, був заборонений але випадковий. Прийняте рішення не переглядалось.               |
| Перемога    | Рікарду Арона           | Рішення суддів (одностайне)                            | 3         | 5:00         | 22 грудня 2000    | Осака, Японія                  | «Rings: King of Kings 2000» (блок Б)                    | |
| Перемога    | Хіроя Такада            | Нокаут (удари кулаками)                                | 1         | 0:12         | 5 вересня 2000    | Токіо, Японія                  | «Rings: Battle Genesis 6»                               | |
| Перемога    | Левон Лагвілава         | Підкорення (удушення руками)                           | 1         | 7:24         | 16 серпня 2000    | Тула, Росія                    | «Rings: Russia vs. Georgia»                             | |
| Перемога    | Мартин Лазаров          | Підкорення (удушення руками)                           | 1         | 2:24         | 21 травня 2000    | Єкатеринбург, Росія            | «Rings Russia: Russia vs. Bulgaria»                     | |